# Pristimantis caliginosus
Pristimantis caliginosus är en groddjursart som först beskrevs av Lynch 1996.  Pristimantis caliginosus ingår i släktet Pristimantis och familjen Strabomantidae. IUCN kategoriserar arten globalt som otillräckligt studerad. Inga underarter finns listade i Catalogue of Life.